# Эйнштейн (единица измерения)
Эйнште́йн (русское обозначение: Э; международное: E) — внесистемная единица количества квантов света (фотонов) определённой частоты, используемая в фотохимии. Аналогична единице количества вещества в Международной системе единиц (СИ) — молю. В одном эйнштейне содержится количество фотонов, равное числу Авогадро. Таким образом, 1 Э = 6,022 140 857(74)⋅1023 квантов монохроматического света.
Названа в честь Альберта Эйнштейна, который объяснил фотоэлектрический эффект и ввёл представление о квантах света (фотонах).
При длине волны света 555 нм (зелёный цвет) 1 эйнштейну соответствует энергия 215 685 Дж и световая энергия 1,47⋅106 лм·с — это может обеспечить освещённость 100 000 лк (типичная освещённость в ясный день) для 1 м2 в течение 25 мин.